# Mestrados integrados
Mestrados integrados ou licenciaturas-mestrado são cursos que conjugam a licenciatura e o mestrado, com duração de cinco anos. Surgiram com as alterações na área do Ensino Superior decididas na União Europeia (Espaço Europeu de Ensino Superior) através do processo de Bolonha e, que decidiu a existência de três graus: licenciatura (três anos), mestrado (dois anos) e doutoramento (três a quatro anos).
O "Processo de Bolonha" é uma reforma intergovernamental a nível europeu, para concretizar o Espaço Europeu de Ensino Superior (através da comparabilidade, transparência e, legibilidade dos sistemas europeus). Foi assinado por ministros de 29 países, em junho de 1999 na cidade de Bolonha (Itália).
O "Espaço Europeu de Ensino Superior" é um espaço aberto que permite ao estudantes, aos graduados e, especialistas que trabalham no ensino superior usufruir de uma mobilidade sem obstáculos e de um acesso equitativo a um ensino superior de alta qualidade.
Este é o caso da maior parte dos cursos de formação inicial de Medicina, Odontologia, Ciências Farmacêutica, Psicologia e,  Engenharia. Com uma estrutura composta por dois níveis integrados, onde o primeiro nível, grau de licenciado, não dá ao estudante competências profissionais necessárias, mas confere conhecimentos e formação de base na área científica em questão e, a possibilidade de continuarem os estudos em outra instituição de ensino superior nacional ou internacional. O segundo nível, grau de mestre, caracteriza-se por uma formação especializada que qualifica os estudantes para o exercício da profissão.
Como por exemplo, na Faculdade de engenharia, onde à conclusão dos primeiros seis semestres (conferindo 180 créditos ECTS) corresponde a um diploma de Licenciatura em Ciências da Engenharia e, a conclusão dos próximos quatro a seis semestres (conferindo entre 300 à 360 créditos ECTS) corresponde um diploma de Mestrado em Engenharia (reconhecido pela Ordem dos Engenheiros).[carece de fontes?]